# Чайка строката
Чайка строката (Vanellus armatus) — вид птахів родини сивкових (Charadriidae).

## Поширення
Цей птах живе в центральній і південній Африці від Кенії і Демократичної Республіки Конго до ПАР. Мешкає на болотних угіддях. Його природними середовищами існування є озера, річки, струмки, сезонно затоплювані сільськогосподарські угіддя, пляжі та луки.